# Лежнин, Вячеслав Вячеславович
Вячеслав Вячеславович Лежнин (род. 6 марта 1965 года в городе Ангарск, Иркутская область, РСФСР, СССР) — российский инженер, чиновник, министр строительства и жилищно-коммунального хозяйства Калужской области (2020-2024), исполняющий обязанности главы Администрации Обнинска (с 28 августа 2024 года). Член партии «Единая Россия», член Калужского регионального политического совета партии «Единая Россия».

## Биография
Вячеслав Лежнин родился 6 марта 1965 года в г. Ангарск Иркутской области. Окончил Московский энергетический институт по специальности «электроснабжение», квалификация – инженер-электрик.
В 1983 году поступил на работу в Обнинское научно-производственное объединение «Технология», работал электромонтёром 3 разряда. После службы в армии учился в Московском энергетическом институте.
В 1992-1993 годах работал инженером в обнинском филиале Научно-исследовательского физико-химического института имени Л. Я. Карпова. С 1993 по 1996 год был мастером по ремонту внешних водопроводных сетей и технологического оборудования обнинского муниципального предприятия «Водоканал».
С 2006 по 2016 год был заместителем главы администрации города Обнинск по вопросам городского хозяйства. С 2016 по 2017 год работал советником генерального директора по административным и хозяйственным вопросам Обнинского научно-производственное предприятия «Технология» им. А.Г. Ромашина. С 2017 по 2020 год был заместителем главы администрации города Обнинск по вопросам городского хозяйства.
С 2020 года по 2024 год был министром строительства и жилищно-коммунального хозяйства Калужской области. 27 августа 2024 года назначен заместителем главы Администрации города Обнинска по вопросам жилищно-коммунального хозяйства, с 28 августа 2024 года — исполняющий обязанности главы Администрации города Обнинска, с 1 октября 2024 года — заместитель главы Администрации города Обнинска по вопросам безопасности.

## Награды
«Почетный работник жилищно-коммунального хозяйства Российской Федерации» (2024 г.)